# 中央军事委员会联合参谋部作战局
中央军事委员会联合参谋部作战局，位于北京市，是中央军事委员会联合参谋部下属局，为全军作战机关。

## 沿革
早在第一次国共内战时期，中国工农红军就设有作战机关。当时，红军总司令朱德的指挥机关称“红军总司令部”，与中华苏维埃共和国中央革命军事委员会总参谋部是一套班子。1932年6月，红一方面军领导机关恢复番号以后，这套班子又兼红一方面军司令部。第一局（作战局）起初称作战科，科长左权，后来为张云逸。1932年初，作战科改为第一局，称中华苏维埃共和国中央革命军事委员会总司令部第一局（后方）、红军总司令部兼一方面军司令部第一局（前方）。抗日战争爆发后，1937年8月，中华苏维埃共和国中央革命军事委员会总司令部第一局改称中共中央革命军事委员会参谋部第一局。
1941年9月，中共中央革命军事委员会作战部（简称“军委作战部”）成立，叶剑英兼任作战部部长。有说法认为该部是由中共中央革命军事委员会参谋部改编而成，但现有史料并不能证明这一点。该部辖第一局（作战）、第二局（情报）、第三局（通信）。1945年8月，改称中共中央军事委员会作战部（简称“军委作战部”）。1948年5月，增设第四局（军事教育训练）。1948年11月，改称中国人民革命军事委员会作战部（简称“军委作战部”），仍辖4个局。1949年3月，增设航空局。
1942年11月23日，中共中央军委任命李涛为军委作战部副部长，协助军委参谋长兼作战部部长叶剑英抓二局（情报）、三局（通讯）、高参室、警备团的工作，同时参与研究作战问题。1945年10月，李涛被任命为军委作战部代部长（部长叶剑英），1948年5月任部长。在军委作战部，部长李涛管作战、情报、通讯、军务、装备、训练、测绘等工作，整理中共中央军委重要作战资料，汇集战况，起草电文，向各个野战军提供情报以及作战经验。在辽沈战役、淮海战役、平津战役中，军委作战部成为中共中央、中共中央军委的高级参谋机构。1949年2月，聂荣臻、叶剑英被任命为中共中央军委（对外称“中国人民革命军事委员会”）副总参谋长。当时的中共中央军委总参谋长是由周恩来兼任。
1949年3月23日，毛泽东率中央机关进北平。军委作战部人员分成两批，第一批由部长李涛带领随毛泽东进北平，第二批于3月26日出发。3月25日，中共中央机关进驻香山静宜园，毛泽东入住双清别墅。军委作战部先遣人员进驻香山见心斋，与中国人民解放军总司令朱德的住所很近。军委作战部在香山工作7个月。其间，军委作战部所属作战局（“一局”，李涛兼任局长）的参谋们不断将各种情况，以及各部队的作战方案、战况标成图，送呈首长。1949年4月底，在香山举行渡江战役汇报，军委作战部参谋许之善在大地图前进行讲解，刘少奇、朱德、任弼时以及军委各部首长参加，毛泽东、周恩来照例没来，这是因为他们分别作为解放战争的总指挥、总参谋长，对渡江战役情况完全掌握。1949年10月，军委作战部和军委办公厅搬到中南海居仁堂。
中华人民共和国成立后，1949年10月19日，中央人民政府委员会第三次会议召开，通过了中央人民政府人民革命军事委员会的组成人员，并通过了任命徐向前为总参谋长、聂荣臻为副总参谋长。中央人民政府人民革命军事委员会取代了之前的“中国人民革命军事委员会”，军委作战部改称中央人民政府人民革命军事委员会作战部，军委作战部的二局、三局、四局、航空局相继分出。1950年10月，军委作战部设作战局、军务局、测绘局。1952年3月，军务局、测绘局改隶军委总参谋部，军委作战部改为中央人民政府人民革命军事委员会总参谋部作战部（简称“总参作战部”），其业务范围与后来基本相同。1954年11月，改称中国人民解放军总参谋部作战部（简称“总参作战部”，又称“总参一部”）。1982年9月，总参气象局合并于总参作战部建制，成为总参作战部的部属局。
国家国防动员委员会国家人民防空办公室、国家边海防委员会办公室设在总参谋部作战部，总参谋部作战部部长兼任国家人民防空办公室、国家边海防委员会办公室主任。
2016年改革前，中国人民解放军总参谋部作战部下设：政治部、总合局、应急局、战役训练局、战备建设局、企业管理局、空管局、边防局（国家边海防委员会办公室）、人防局（国家人民防空办公室）、空军作战局、海军作战局、特种作战局、联合作战指挥局（中央军委联合作战指挥中心）、测绘导航局、气象水文局等。
在深化国防和军队改革中，2016年1月撤销中国人民解放军总参谋部，组建中央军委联合参谋部，下设中央军委联合参谋部作战局。
国务院、中央军委空中交通管制委员会办公室（简称国家空管委办公室），是国务院中央军委空中交通管制委员会的办事机构。2016年改革前，该办公室设在中国人民解放军总参谋部作战部，办公室主任由总参谋部作战部部长兼任，副主任由总参谋部作战部空管局局长或总参谋部作战部副部长兼任。2016年深化国防和军队改革，办公室主任改由中央军委联合参谋部作战局局长兼任，副主任由中央军委联合参谋部作战局副局长兼任。2020年空管体制改革后，组建中央空中交通管理委员会办公室，撤销国家空管委办公室。

## 机构设置
- 空管处[19]
- 海外行动处[20]

……

## 历任领导
中共中央革命军事委员会作战部部长
1. 叶剑英 陆军中將（1941年9月－1945年8月，抗日战争时期任中共中央军委总参谋长兼作战部部长、国民革命军第十八集团军中将参谋长，第二次国共内战时期任中共中央军委即中国人民革命军事委员会副总参谋长兼作战部部长）

中共中央军事委员会作战部部长
1. 叶剑英 陆军中将（1945年8月－1948年5月）
李　涛（1945年10月－1948年5月任中共中央军委作战部代部长）
2. 李　涛（1948年5月－1948年11月）

中国人民革命军事委员会作战部部长
1. 李　涛（1948年11月－1949年10月）

中央人民政府人民革命军事委员会作战部部长
1. 李　涛（1949年10月－1952年3月）

中央人民政府人民革命军事委员会总参谋部作战部部长
1. 张　震（1952年3月－1954年12月）

中国人民解放军总参谋部作战部部长
1. 王尚荣 中将（1954年12月－1956年7月代理；1956年7月－1966年8月正任）
2. 阎仲川（1969年5月－1971年1月）[21]
3. 王扶之（1971年1月－1975年1月）
4. 谭旌樵（1975年5月－1982年12月）
5. 李　力（1982年12月－1985年10月）
6. 隗福临 少将（1985年10月－1992年11月）
7. 符传荣 少将（1992年11月－2000年12月）
8. 吕登明 少将（2000年12月－2003年1月）
9. 章沁生 少将（2003年1月－2005年5月）
10. 戚建国 少将（2005年5月－2009年5月）
11. 白建军 少将（2009年5月－2013年7月）
12. 饶开勋 少将（2013年10月－2016年）

| 中央军委联合参谋部作战局局长 1. 张 践 少将（2017年3月—9月） 2. 贾建成 中将（2017年—2022年） 3. 曹青锋 少将（2022年—） | 中央军委联合参谋部作战局副局长 - 曲睿 少将（2016年1月—） - 蔡军 空军少将（2016年1月—） - 周尚平 少将（2017年—） - 吴泽棵 空军少将 |